# Francisco Manuel Tena Jaramillo
Francisco Manuel Tena Jaramillo (Sevilla, Andalucía, España, 28 de junio de 1993) más conocido como Tena, es un futbolista español que juega como mediocentro en la Sociedad Deportiva Ejea de la Segunda División B de España.

## Trayectoria
Tena se formó en las categorías inferiores del Sevilla C. F. y Real Betis B., firmando al terminar su etapa juvenil por el C. D. Ronda (3.ª), siendo titular indiscutible durante la temporada. En verano de 2013 Tena firmó por el Córdoba C. F. "B" (2.ªB), donde no llegó a debutar, pasando a continuación al C. D. Alcalá (3.ª), que entrena Jesús Galván, antiguo técnico de la cantera del Sevilla C. F..
Con 21 años y tras casi 60 partidos en 3.ª Tena fue fichado en verano de 2014 por el Sevilla At. C. (2.ªB). Durante las dos temporadas que permaneció en la Ciudad Deportiva José Ramón Cisneros Palacios disputó 43 encuentros, formando parte de la plantilla que logró el ascenso a 2.ª en la temporada 15-16.
En verano de 2016 Tena fichó por el Real Madrid Castilla C. F. (2.ªB), donde disputaría las siguientes dos temporadas, si bien una grave lesión le impidió disputar ningún partido de liga en la 2.ª temporada al no ser inscrito.
Tras finalizar su etapa en el filial merengue, Tena fue reclutado por Deportivo Alavés (1.ª) para reforzar a su club en Croacia, el N. K. Istra 1961 (Prva HNL).

## Clubes
| Club                             | País    | Año           |
| -------------------------------- | ------- | ------------- |
| C. D. Ronda                      | España  | 2012-2013     |
| Córdoba C. F. "B"                | España  | 2013-2014     |
| C. D. Alcalá                     | España  | 2013-2014     |
| Sevilla Atlético                 | España  | 2014-2016     |
| Sevilla C. F.                    | España  | 2014          |
| Real Madrid Castilla C. F.       | España  | 2016-2018     |
| N. K. Istra 1961                 | Croacia | 2018          |
| U. D. San Sebastián de los Reyes | España  | 2019          |
| S. D. Ejea                       | España  | 2019-presente |